# Vicente Iborra de la Fuente
Vicente Iborra (Montcada, 16 de gener de 1988) és un exfutbolista professional valencià, que jugava com a migcampista defensiu. Des de 2025 forma part del cos tècnic del Llevant UE.

## Trajectòria esportiva

### Llevant
Format al planter del Llevant UE, debutà amb els granota a primera divisió la temporada 2007–08, després que els greus problemes financers del club afavorissin l'eixida de diversos jugadors. Després de jugar en un partit de la copa del Rei contra el Getafe CF el 9 de gener de 2008, va jugar a La Liga contra el Reial Madrid CF quatre dies després (derrota per 0–2 a casa).
El 30 de març de 2008, Iborra va marcar el seu primer gol amb el Llevant, al darrer minut, tot i que el partit acabà en derrota per 1–2 contra la UD Almería. La temporada 2009–10, en què l'equip va tornar a primera divisió després de dos anys d'absència, va ser un dels jugadors més usats — 36 partits 2,640 minuts — i un gol.

### Sevilla
Iborra va fitxar pel Sevilla FC el 16 d'agost de 2013, amb un contracte per cinc anys. Va acabar la seva primera temporada amb 41 partits i quatre gols entre totes les competicions, inclosos 12 partits i un gol a la Lliga Europa de la UEFA la qual l'equip va guanyar.
La temporada 2014–15, Iborra fou usat principalment com a migcampista ofensiu per Unai Emery, i va acabar marcant nou gols en total. L'11 d'agost de 2015 va jugar, com a titular, al partit de la Supercopa d'Europa 2015, a Tbilisi, en què el Sevilla va perdre contra el FC Barcelona per 4 a 5.

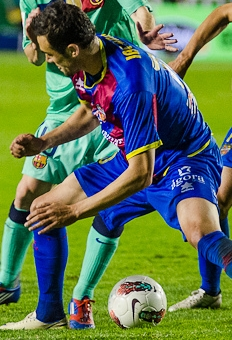
Vicent Iborra al Llevant.

El maig de 2016 va disputar (com a suplent, substituint Kévin Gameiro) el partit que va fer que el Sevilla guanyés la seva cinquena Lliga Europa, tercera consecutiva, a Sankt Jakob-Park, contra el Liverpool FC (3 a 1 pels sevillistes).
El 24 de setembre de 2016 va jugar de porter els dos minuts finals en un partit contra l'Athletic Club quan Salvatore Sirigu fou expulsat en fer penal sobre Aritz Aduriz, en un partit que acabà en derrota per 1–3.
El Sunderland AFC va arribar a un acord amb el sevilla per fitxar Iborra per 7 milions de lliures, però l'acord es va suspendre el 30 d'agost de 2016 just abans d'acabar el període del mercat de fitxatges. Amb el nou entrenador Jorge Sampaoli va començar la nova temporada com a suplent però tot i això l'11 de desembre, després d'haver substituït el lesionat Nicolás Pareja a la mitja part del partit contra el RC Celta de Vigo, va fer un hat-trick que va permetre la victòria del seu equip per 3–0.

### Leicester City
El 6 de juliol de 2017 es fa oficial el seu fitxatge pel Leicester City per quatre anys. Després d'una lesió a l'engonal durant la pretemporada, no va poder debutar fins al setembre, quan va jugar tot el partit de l'EFL Cup contra el Liverpool FC a casa (victòria per 2-0) i va fer l'assistència del gol de Shinji Okazaki. La seva primera aparició a la Premier League va ser el 30 de setembre, quan va jugar la segona part d'un empat 0–0 contra l'AFC Bournemouth, i va marcar el seu primer gol en la competició el 4 de novemnbre, en un empat 2–2 contra l'Stoke City FC.

### Vila-real
El 7 de gener de 2019, Iborra va fitxar pel Vila-real CF amb un contracte per quatre anys i mig, a canvi d'un traspàs de 9 milions de lliures. Va indicar que la raó principal de la seva tornada era la falta d'adaptació de la seva família a Anglaterra.
Va jugar 34 partits en la seva primera temporada completa i el club acabà cinquè; va marcar en una derrota per 2–1 a fora contra el Reial Madrid.
Iborra es va trencar el lligament encreuat anterior esquerre contra el Reial Betis el 13 de desembre de 2020, i es va perdre la resta de la temporada. Va tornar a jugar amb el Llevant a segona divisió, el juliol de 2022, en una cessió per un any.

## Palmarès
Sevilla FC
- 3 Lliga Europa de la UEFA: 2013-14, 2014-15, 2015-16

Vila-real CF
- 1 Lliga Europa de la UEFA: 2020-21

Olympiakos FC
- 1 Lliga Europa Conferència de la UEFA: 2023-24